# Igor Angulo Alboniga
Igor Angulo Alboniga (Bilbao, 26 de gener de 1984) és un futbolista basc que juga com a migcampista.

## Trajectòria
Format al planter de l'Athletic Club, va passar pels diferents equips de l'entitat. La temporada 02/03 hi destaca amb el Baskonia, el segon filial; i debuta amb el primer planter en un partit de la màxima categoria, contra el Celta de Vigo.
A l'any següent passa a l'Athletic de Bilbao B, on romandrà fins al 2008. Enmig, cal comptar d'altres aparicions amb el primer equip, així com cessions al Nàstic de Tarragona (04/05) i al Cannes (06/07).
Sense continuïtat a l'Athletic, a l'estiu del 2008 fitxa per l'Écija Balompié, de Segona Divisió B.